# Diario Botánico de Nueva Zelanda
Diario de Botánica de Nueva Zelanda (abreviado New Zealand J. Bot.) es una revista botánica de la Sociedad Real de Nueva Zelanda. La revista es publicada desde 1963. Publica cuatro ediciones cada año con más de seiscientas páginas.
La revista cuenta con artículos de investigación de la comunidad botánica internacional sobre todos los aspectos de la botánica, micología y ficología del Sur del Pacífico, Australia, América del Sur, el sur de África y la Antártida. Los temas incluyen biosistemática, ecología, fisiología, bioquímica, genética, reproducción, morfología, biología del desarrollo, la etnobotánica, paleobotánica, briología, liquenología y patología de las plantas.
Además de artículos de investigación, la revista publica artículos de revisión, comunicaciones breves, cartas al editor, libros de comentarios y  números especiales. Todos los artículos publicados entre 1963 y 2005 son libres de ver en el sitio web. 